# Andrew Fenn
Andrew Fenn (Hertfordshire, 1 de julho de 1990) é um ciclista britânico. Pratica ciclismo de estrada e de pista. Estreia em 2011 com a equipa continental An Post-Sean Kelly antes de alinhar em 2012 pela equipa Omega Pharma-Quick Step, equipa no que esteve durante três temporadas.

## Biografia
Andrew Fenn ganhou em 2008 a Paris-Roubaix Juniors, uma versão da Paris-Roubaix reservada a corredores de 17 e 18 anos. Esta corrida era uma das provas da Copa das Nações Juniors de 2008. Nos campeonatos de Grã-Bretanha juniors, terminou segundo da corrida em linha por trás de Erick Rowsell. Também tomo parte nas provas em pista. Assim em setembro de 2008, se converteu em subcampeão europeu de perseguição por equipas juniores apenas batido pela equipa da França.
Em 2009 passou a categoria sub-23. Terminou de novo segundo no europeu de perseguição por equipas. Ademais durante este ano foi chamado pela selecção britânica para a disputa da prova contrarrelógio do campeonato do mundo sub-23 em Mendrisio onde terminou no posto 45.º. Ao final da temporada, conseguiu a segunda praça em perseguição por equipas na Copa do Mundo de ciclismo em pista em Melbourne
Ao ano seguinte, foi seleccionado para disputar os Jogos da Commonwealth, onde terminou 14.º na prova contrarrelógio e 13.º na prova em linha. Proclamou-se campeão de Grã-Bretanha sub-23 em estrada e participou no campeonato do mundo em estrada sub-23 onde teve que abandonar.
Após uma temporada com a equipa irlandêsa An Post-Sean Kelly durante o ano 2011 no que conseguiu um terceiro posto no Campeonato do Mundo em Estrada sub-23, se uniu em 2012 com a equipa ciclista Omega Pharma-Quick Step.

## Palmarés
- 2011
  - 1 etapa do Tour de Bretanha
- Memorial Philippe Van Coningsloo
  - 3.º no Campeonato Mundial em Estrada sub-23

- 2012
  - 2 troféus da Challenge Ciclista a Mallorca (Troféu Palma e Troféu Migjorn)

- 2016
  - 3.º no Campeonato do Reino Unido em Estrada

## Resultados em Grandes Voltas e Campeonatos do Mundo
| Corrida            | Corrida            | 2011 | 2012 | 2013 | 2014 | 2015 | 2016 | 2017 | 2018 |
| ------------------ | ------------------ | ---- | ---- | ---- | ---- | ---- | ---- | ---- | ---- |
|                    | Giro d'Italia      | —    | —    | —    | —    | —    | —    | —    | —    |
|                    | Tour de France     | —    | —    | —    | —    | —    | —    | —    | —    |
|                    | Volta a Espanha    | —    | —    | Exp. | —    | —    | —    | —    | —    |
| Mundial em Estrada | Mundial em Estrada | —    | —    | —    | —    | Ab.  | —    | —    | —    |

—: não participa

Ab.: abandono

Exp.: Expulsado pela organização

## Equipas
- An Post-Sean Kelly (2011)
- Omega Pharma-Quick Step (2012-2014)
- Team Sky (2015-2016)
- Aqua Blue Sport (2017-2018)